# Buffalo buffalo Buffalo buffalo buffalo buffalo Buffalo buffalo

문장의 문법적 구조(구문 트리)
PN = 고유명사
N = 명사
V = 동사
NP = 명사구
RC = 관계사절
VP = 동사구
S = 문장

“Buffalo buffalo Buffalo buffalo buffalo buffalo Buffalo buffalo”는 영어에서 문법적으로 올바른 문장으로, 동음이의어를 사용하여 만들 수 있는 복잡한 예제로 사용되기도 한다. 이 문장은 뉴욕 주립 대학교 버팔로의 부교수인 윌리엄 J. 래퍼포트가 1972년부터 쓰기 시작하였다. 1992년에는 라파포트가 링귀스트 리스트에 언급하기도 했으며, 1994년에 스티븐 핑커가 자신의 저서인 《언어 본능》에 언급하기도 했다.
"버팔로지역의 아메리카들소들이 두렵게 만드는 버팔로지역의 아메리카들소들은 버팔로지역의 아메리카들소들을 두렵게 만든다."라는 뜻을 가지고 있다.

## 문장 구조

전통적인 문장 다이어그램

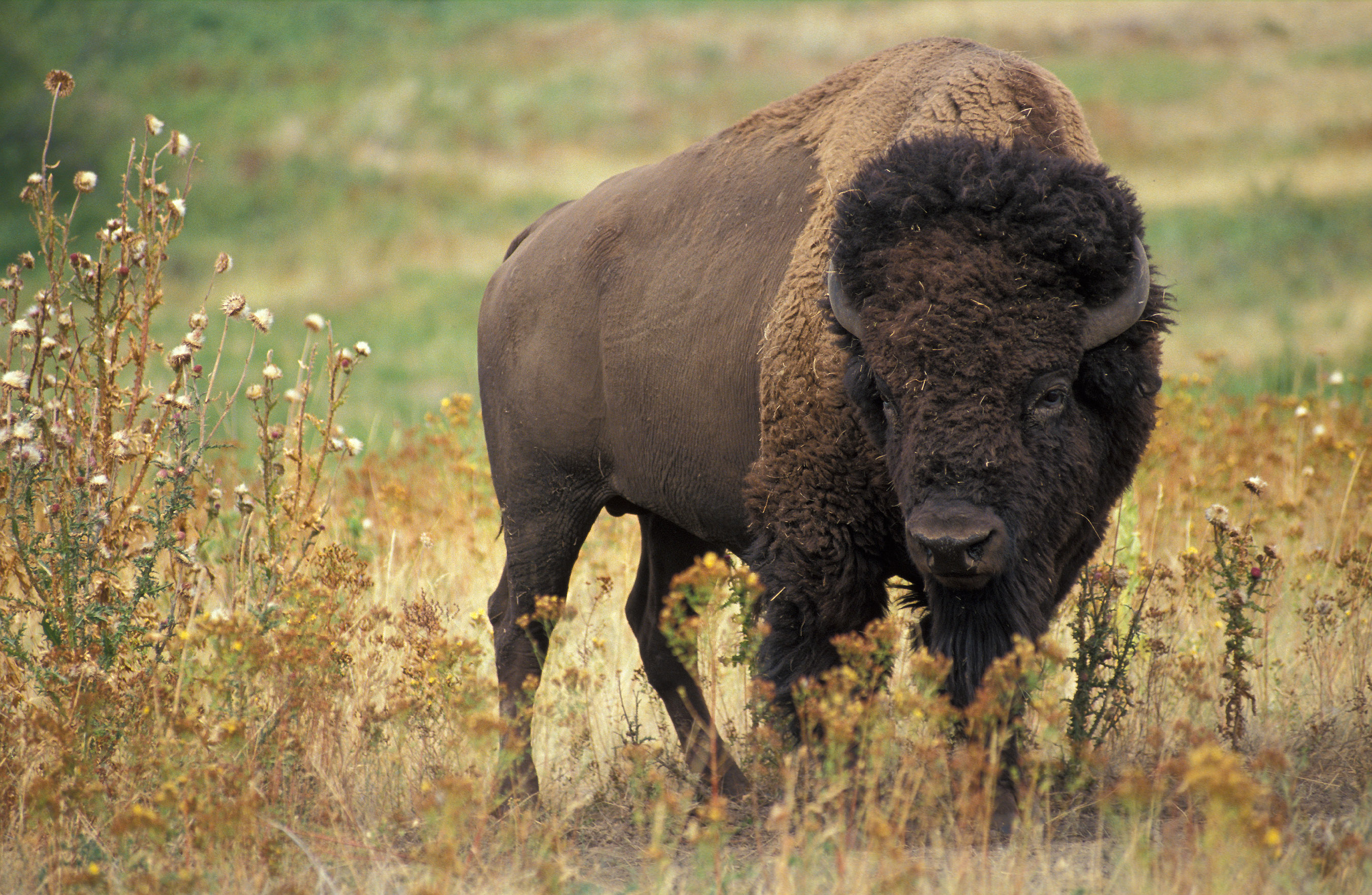
아메리카들소. 영어로 'buffalo'라고 부른다.

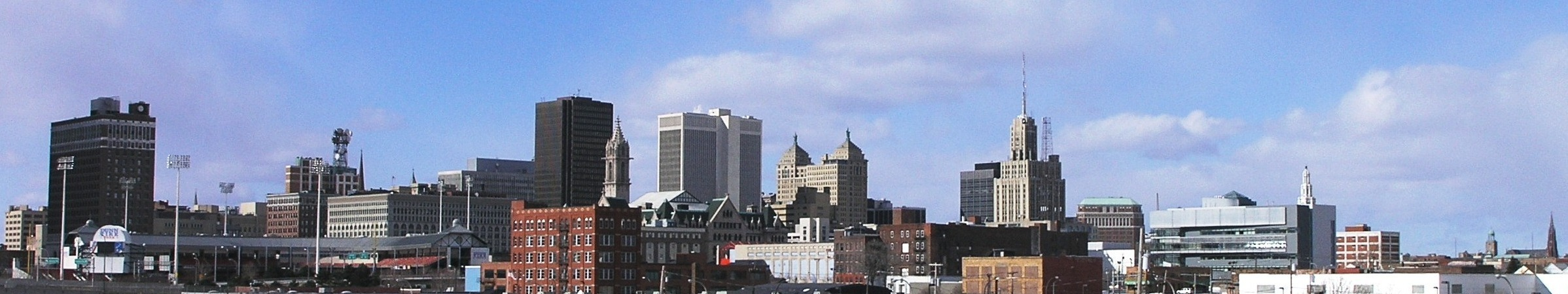
뉴욕 주에 있는 버팔로 시. 영어로 'Buffalo'라고 표기한다.

이 문장에서는 'buffalo'라는 단어가 서로 다른 세 가지 품사로 사용되었다.
- Buffalo: 수. 뉴욕주 버펄로 시를 가리키는 고유명사로, 이 문장에서는 'buffalo' 명사를 꾸미는 또 다른 명사 수식어로 사용된다.
- buffalo: 명. 아메리카들소, 혹은 '버팔로'라고 부른다. 이 문장에서는 명사로 사용되었으며, 특히 복수형으로 사용되었다(복수형의 경우 buffaloes나 buffalos로 표기하는 것도 가능하다).
- buffalo: 동. 이 문장에서는 동사로 사용되었으며, 의미는 괴롭히다(bully), 혼란시키다(confuse), 속이다(deceive), 위협하다(intimidate)등이 있다.

이와 같은 품사를 사용하면, 원래의 문장은 다음과 같이 해석이 가능하다.
Buffaloa buffalon Buffaloa buffalon buffalov buffalov Buffaloa buffalon.
즉, 첫 번째의 Buffaloa buffalon는 전체 문장의 주어, 그 다음의 Buffaloa buffalon buffalov는 주어를 꾸미는 명사구, 그 다음의 buffalov는 동사, 그리고 마지막 두 Buffaloa buffalon는 명사구 목적어가 된다. 또한, 명사구 부분의 Buffaloa buffalon buffalov는 앞의 두 단어(Buffaloa buffalon)가 주어, 그 다음의 buffalov가 동사, 그리고 원래 전체 문장의 주어가 목적어가 되는 구조를 가진다.
[Those] Buffalo buffalo / [whom] Buffalo buffalo buffalo / buffalo Buffalo buffalo.
버팔로지역의 아메리카들소들이 두렵게 만드는 버팔로지역의 아메리카들소들은 버팔로지역의 아메리카들소들을 두렵게 만든다.
Those A whom B buffalo buffalo C.
B가 두렵게 하는 A는, C를 두렵게 한다.(B가 괴롭히는 A는 C를 괴롭힌다.)
정리하면, 버팔로 지역에 아메리카들소의 무리가 셋(A, B, C) 있고, 그 무리들 간의 관계를 서술한 것이다.

### 해석의 모호성
원래 문장에서 대소문자를 무시하는 경우, 이 문장을 해석하는 방법은 유일하지 않으며 다음과 같이 해석이 가능하다.
Buffaloa buffalon buffalov Buffaloa buffalon Buffaloa buffalon buffalov.

## 해석의 난해성
이 문구는 동음이의어를 사용했기 뿐만이 아니라, 구조적으로도 해석하기 어려운 원인을 몇 가지 더 가지고 있다.
1. 'buffalo'라는 단어는 일반적으로 동사로 사용하지 않으며, 동사로도 여러 가지 의미를 가지고 있다.
2. 'buffalo'를 명사로 사용할 때 복수형으로 'buffaloes'나 'buffalos' 대신 'buffalo'를 사용하여, 다른 단어와 구별하는 것이 어렵다.
3. 'buffalo'를 동사로 사용한 부분에서 주어가 복수형이 되도록 하여, 다른 단어와 같은 모양을 가지도록 하였다.
4. 문장을 해석하는 데에 필요한 정보가 누락되어 있다. 예를 들어 단수/복수에 대한 정보가 없으며, 또한 'that'이나 'whom' 같은 관계대명사도 생략되었다.
5. 쉼표가 누락되어 있다.
6. 문장을 읽으면서 앞부분을 다시 살펴보지 않으면 해석하기 어려운 구조를 가지고 있다.
7. 두 명사절이 서로 같은 종류에 속하는 대상을 가리키고 있다. 이들은 같을 수도 있지만 다를 수도 있다.
8. 대소문자를 무시할 경우 해석하는 방식은 유일하지 않다.
9. 명사를 수식하는 절이 해석하기 어려운 위치에 있다. (중앙내포형, 혹은 중앙 삽입형 문장이라고 부른다.)
10. 'that'과 같은 보어가 존재하지 않는다.

## 문장의 확장
이 문장에서 'buffalo'가 8번 쓰인 것에는 어떠한 문법적인 이유도 없으며, 임의의 개수를 사용하여도 문법적으로 올바른 문장을 만드는 것이 가능하다. 예를 들어, buffalo를 한 개만 사용할 경우는 "Buffalo!"가 가능하며, 이것은 "저기에 buffalo가 있다"라는 감탄 문장으로 해석하는 것이 가능하다.
또한, 다른 단어로도 비슷한 문장을 만드는 것이 가능하다. 예를 들어, 'police'는 명사와 동사로 사용할 수 있으며, 또한 명사로 사용될 때 단수와 복수의 형태가 같다. 이를 이용하여 "Police police police police police."과 같은 문장을 만들 수 있다. 비슷한 단어로 'fish', 'smelt', 'char', 'people', 'bream'과 같은 단어가 있다.
비슷한 예제로 "James while John had had had had had had had had had had had a better effect on the teacher."가 있으며, 이 문장은 had를 반복적으로 사용했다.

## 같이 보기
- James while John had had had had had had had had had had had a better effect on the teacher
- That that is is that that is not is not is that it it is
- 시씨식사사 - 서로 다른 성조의 shi(스)로만 읽히는 한시.
- Eats, Shoots & Leaves